# (6204) MacKenzie
(6204) MacKenzie est un astéroïde de la ceinture principale.

## Description
(6204) MacKenzie est un astéroïde de la ceinture principale. Il fut découvert le 6 mai 1981 à l'Observatoire Palomar par Carolyn S. Shoemaker. Il présente une orbite caractérisée par un demi-grand axe de 2,20 UA, une excentricité de 0,12 et une inclinaison de 5,2° par rapport à l'écliptique.

## Compléments